# Stazione di Bugnara
La stazione di Bugnara è una stazione ferroviaria della ferrovia Roma-Pescara a servizio del comune di Bugnara.

## Storia
La stazione venne inaugurata nel 1888, in occasione dell'apertura dell'intera linea.

## Strutture e impianti
La gestione degli impianti è affidata a Rete Ferroviaria Italiana, controllata del Gruppo Ferrovie dello Stato.
La pianta dei fabbricati è rettangolare. La stazione è impresenziata e ha numerosi problemi di degrado.
Il piazzale ferroviario si compone di un unico binario, munito di banchina.

## Movimento
Il servizio ordinario era svolto in esclusiva da Trenitalia (controllata del gruppo Ferrovie dello Stato) per conto della Regione Abruzzo. 
Erano circa 6 al giorno i treni che effettuano servizio in stazione, con direzione Avezzano e Sulmona.
Negli anni novanta vi era un collegamento interregionale con Roma Tiburtina, svolto con la locomotiva FS E.646 con agganciate carrozze a piano ribassato.
I treni che effettuavano servizio in questa stazione erano di tipo regionale.